# Berzgrube
Die sogenannte Berzgrube (auch Volkacher Stadtsee) ist ein etwa 5 Hektar großer See im Süden der unterfränkischen Stadt Volkach. Das ursprünglich als Kiesgrube angelegte Gewässer dient heute als Naherholungsgebiet für die Bevölkerung der Volkacher Siedlung.

## Geografische Lage
Die Berzgrube liegt im Süden des Stadtgebietes von Volkach. Nördlich führt die Sonnenstraße als bedeutende Erschließungsachse für die Wohnsiedlungen im Südosten des bebauten Areals am See vorbei. Der See ist von allen Seiten von Bebauung umgeben, im Westen schließt sich das Industriegebiet Am Seelein an. Der See und die breiten Uferflächen werden heute von der Pappelallee im Osten, dem Volkacher Stadtring mit der Staatsstraße 2260 im Süden und der Dimbacher Straße im Westen begrenzt.

## Geschichte
Bei der Berzgrube handelt es sich um ein künstliches Gewässer, das erst im 20. Jahrhundert angelegt wurde. In der ersten Hälfte des 19. Jahrhunderts befanden sich an der Stelle des Sees Äcker auf dem Flurstück Am Strehlhofer Weg.  Im Jahr 1957 begann man in diesem Gebiet eine Grube anzulegen, die von der Volkacher Bevölkerung als Mülldeponie genutzt wurde. Bald entstand auf dem Gelände ein kleiner See, der von der Nähe zum Main sowie zu einem unbenannten Zufluss zum Volkachbach profitierte, von deren Wassern er gespeist wurde. Die Grube wurde nach dem damaligen amtierenden Bürgermeister der Stadt Volkach, Georg Berz, benannt. 
Der See wurde in den folgenden Jahrzehnten stetig vergrößert. Bald nutzte die Kitzinger Firma Lenz-Ziegler-Reifenscheid das Gelände, um hier Sand und Kies für den Hausbau abzubaggern. Bis 1983 war das Areal auf über 5 Hektar angewachsen, wobei zu diesem Zeitpunkt nur eine schmale Zunge im Nordosten des heutigen Sees bereits mit Wasser bedeckt war. Im Jahr 1989 wurde die wirtschaftliche Ausbeutung des Areals beendet. Es begann die Renaturierung des Sees und die Umwandlung zu einem Naherholungsgebietes für die Bevölkerung der Volkacher Siedlung.

## Flora und Fauna
Um die Berzgrube konnten sich mehrere seltene Tierarten ansiedeln. Besondere Bedeutung für den See haben die vielen verschiedene Libellenarten an seinen Ufern.